# Лондонска општина Брент
Брент (енгл. London Borough of Brent) је једна од лондонских општина у периферном северозападном делу Лондона.
Као и све лондонске општине, Брент је административно оформљен 1965. године, реформом дотадашњих самоуправа. Настао је спајањем општине Вембли и општине Вилсден (која је до тада административно била део Мидлесекса). Име је добила по мањој реци Брент, која протиче кроз општину.
Брент је етнички веома хетероген. По попису из 2001, општина Брент има највећи број становника (чак 46,53%) у целој држави који су рођени ван Уједињеног Краљевства. Општина је по броју становника међу првима у Лондона, а шаролика резиденцијална популација је претежно сконцентрисана у местима као: Долис Хил, Вилзден Грин, Вембли Парк, Килбурн, Вилзден... На њеној територији се налази преко 100 паркова и других зелених површина као и један резерват природе. Многи од ових паркова су ту још од викторијанског времена.
На територији општине се налази и чувени стадион Вембли, национални стадион репрезентације Енглеске. За потребе стадиона реновирана је и станица метроа Вембли Парк. Општина је дом и храма Незден, по Гинисовој књизи рекорда, највећем хиндуистичком храму ван Индије.
Општина је са остатком Лондона веома добро транспортни повезана. Џубили линија и Метрополитан линија лондонског метроа имају низ станица у Бренту, а осим тога неколико железничких линија као и бројне аутобуске линије повезују је са центром Лондона.